# Rüdiger Helm
Rüdiger Helm (Neubrandenburg, 6 oktober 1956) is een Oost-Duits kanovaarder. 
Helm won tijdens de Olympische Zomerspelen 1976 de gouden medaille op de K-1 1.000 meter en de bronzen medaille op de K-1 500 meter en de K-4 1.000 meter.
Vier jaar later won Helm tijdens de Olympische Zomerspelen 1980 prolongeerde Helm zijn titel op de K-1 1.000 meter en de gouden medaille op de K-4 1.000 meter en de bronzen medaille op de K-2 500 meter.
Aan de Olympische Zomerspelen 1984 in het Amerikaanse Los Angeles kon Helm niet deelnemen doordat zijn vaderland deze spelen boycotte.
Op de wereldkampioenschappen won Helm totaal tien wereldtitels, vijfmaal de wereldtitel in de K-1 1.000 meter, eenmaal de K-2 500 meter en de K-4 500 meter en driemaal de K-4 1.000 meter

## Belangrijkste resultaten

### Olympische Zomerspelen
| Editie | Plaats   | Resultaten                     |
| ------ | -------- | ------------------------------ |
| 1976   | Montreal | K-1 1.000m K-1 500m K-4 1.000m |
| 1980   | Moskou   | K-1 1.000m K-4 1.000m K-2 500m |

### Wereldkampioenschappen vlakwater
| Jaar | Plaats      | Resultaten                         |
| ---- | ----------- | ---------------------------------- |
| 1974 | Mexico-Stad | K-2 1.000m                         |
| 1975 | Belgrado    | K-4 1.000m · K-1 1.000m            |
| 1977 | Sofia       | K-1 1.000m                         |
| 1978 | Belgrado    | K-1 1.000m · K-2 500m · K-4 1.000m |
| 1979 | Duisburg    | K-1 1.000m · K-4 1.000m · K-2 500m |
| 1981 | Nottingham  | K-1 1.000m · K-4 1.000m · K-4 500m |
| 1982 | Belgrado    | K-1 1.000m · K-4 500m · K-4 1.000m |
| 1983 | Tampere     | K-1 1.000m · K-4 500m · K-4 1.000m |

1936: Gregor Hradetzky ·
1948: Gert Fredriksson ·
1952: Gert Fredriksson ·
1956: Gert Fredriksson ·
1960: Erik Hansen ·
1964: Rolf Peterson ·
1968: Mihály Hesz ·
1972: Aleksandr Sjaparenko ·
1976: Rüdiger Helm ·
1980: Rüdiger Helm ·
1984: Alan Thompson ·
1988: Greg Barton ·
1992: Clint Robinson ·
1996: Knut Holmann ·
2000: Knut Holmann ·
2004: Eirik Verås Larsen ·
2008: Tim Brabants ·
2012: Eirik Verås Larsen ·
2016: Marcus Walz ·
2020: Bálint Kopasz ·
2024: Josef Dostál
1964: Anatoli Grisjin & Vjatsjeslav Ionov & Vladimir Morozov & Nikolai Tsjoezjikov ·
1968: Steinar Amundsen & Tore Berger & Jan Johansen & Egil Søby ·
1972: Valeri Didenko & Joeri Filatov & Vladimir Morozov & Joeri Stetsenko ·
1976: Aleksandr Degtjarev & Joeri Filatov & Vladimir Morozov & Sergej Tsjoechrai ·
1980: Bernd Duvigneau & Rüdiger Helm & Harald Marg & Bernd Olbricht ·
1984: Grant Bramwell & Ian Ferguson & Paul MacDonald & Alan Thompson ·
1988: Attila Ábrahám & Ferenc Csipes & Zsolt Gyulay & Sándor Hódosi ·
1992: Mario von Appen & Oliver Kegel & Thomas Reineck & André Wohllebe ·
1996: Detlef Hofmann & Thomas Reineck & Olaf Winter & Mark Zabel ·
2000: Gábor Horváth & Zoltán Kammerer & Botond Storcz & Ákos Vereckei ·
2004: Gábor Horváth & Zoltán Kammerer & Botond Storcz & Ákos Vereckei ·
2008: Abalmasaw & Litvintsjoek & Machnew & Pjatroesjenka ·
2012: Jacob Clear & Dave Smith & Tate Smith & Murray Stewart ·
2016: Marcus Groß & Max Hoff & Tom Liebscher & Max Rendschmidt